# Centroptilum triangulifer
Centroptilum triangulifer är en dagsländeart som först beskrevs av Mcdunnough 1931.  Centroptilum triangulifer ingår i släktet Centroptilum och familjen ådagsländor. Inga underarter finns listade i Catalogue of Life.